# 瑞利环形山

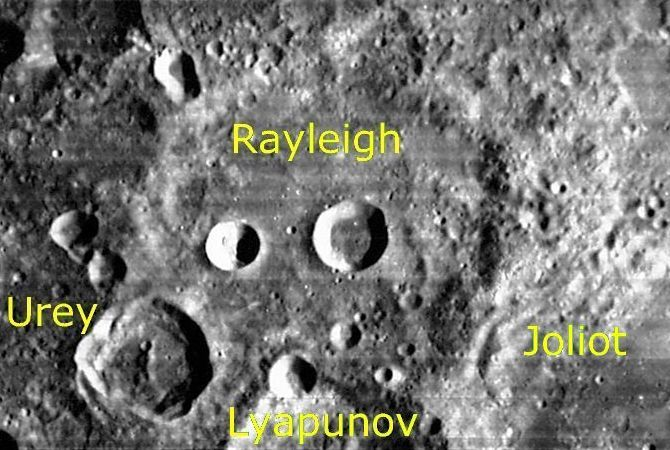
瑞利环形山及周边图，美国宇航局照片。

瑞利环形山(Rayleigh)是月球正面东北边缘上一座古老的大型撞击坑，其东半部位于月球背面。该陨坑形成于前酒海纪，以英国物理学家和工程师第三代瑞利男爵約翰·斯特拉特(1842年—1919年)之名命名，1964年被国际天文学联合会批准接受。

## 描述
瑞利环形山西北是比尔斯环形山、东北坐落着维斯廷环形山、东面毗邻麦克斯韦尔陨石坑和罗蒙诺索夫环形山，它的东南壁与约里奥环形山相连，南端被李雅普诺夫环形山覆盖，西南边缘则附靠着较小的尤里陨石坑。环形山的中心月面坐标为29°07′N 89°27′E / 29.12°N 89.45°E，直径113.8公里，深度1070米。
该环形山由于存续期悠久，而受严重侵蚀，其边缘因撞击而破损和平坦，呈现不规则的多边形外观，其中南侧壁已完全损毁且切入了几座撞击结构，沿边缘分布有数座小陨坑。
坑内底表相对平坦，但部分区域，尤其是南半部因覆盖了相邻陨坑喷发的溅射物而稍显崎岖和不规则。地表上坐落着一对小而突出的卫星坑，其中："瑞利 D"位于中心点偏南、它西北延伸出一条高耸的山脊；"瑞利 A"则坐落于陨坑西半侧处。
该特征位于从地球上刚可见到的边沿区，但细节难以看清。此外，月球摄动有时会将这一区域完全从视线中隐去。

## 卫星陨石坑
按照惯例，最靠近瑞利环形山的卫星坑在月图上以字母标注在该坑中心点的旁边。
| 瑞利 | 纬度    | 经度    | 直径    |
| ---- | ------- | ------- | ------- |
| B    | 28.9° N | 88.4° E | 14 公里 |
| C    | 31.4° N | 85.7° E | 22 公里 |
| D    | 28.9° N | 89.7° E | 22 公里 |

下面的撞击坑已被国际天文联合会更名：

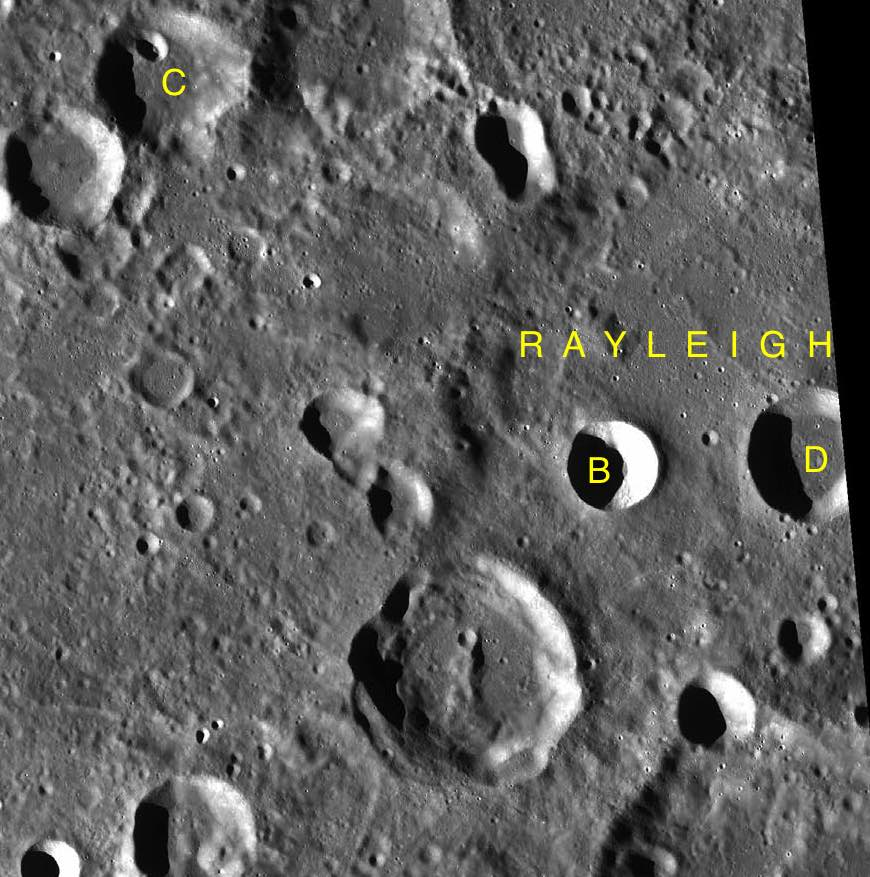
LAC-45 地图.

- "瑞利 A" — 查看尤里陨石坑